# 肺実
肺実（はいじつ）とは、漢方医学で言う呼吸器系など全般の機能亢進によりおこる症状を言う。

## 概要
漢方医学では六臓のうち肺は五行思想で言う金を司る機能を指し、六腑で言えば大腸、五官で言えば鼻、五体で言えば皮膚に相当するため肺の機能の亢進は（西欧医学で言う肺の機能障害とは異なる）息が入らない、溜息が出るなどがあらわれるとされる。漢方医学では
対処としては
鍼灸においては五行や東洋医学の治療方針の関係から五行では自経が実すれば、その子を瀉すとされており、この場合、金の気である肺が実すれば水の気である子の腎を瀉せとされており、肺経の尺沢穴、腎経の陰谷穴が用いられる。